# Rascuporis
Rascuporis o Rescuporis fue probablemente un rey de los odrisios en Tracia. Se le conoce porque se le cita en un decreto de Apolonia y por  monedas en las que aparece por un lado la efigie de Rascuporis y por otra la de su padre, Cotis. En todo caso no está claro si ambos reinaron simultáneamente o si Rascuporis llegó a reinar en solitario ni tampoco la fecha de su reinado, puesto que generalmente se ha supuesto que ambos pertenecen al siglo III a. C. pero hay autores que asocian los personajes de las monedas a Rascuporis II y su sobrino Cotis, que reinaron conjuntamente entre 12 y 18 a. C. Sin embargo, en el decreto de Apolonia se menciona a Rascuporis como hijo de Cotis.